# العلاقات الأمريكية الكمبودية
العلاقات الأمريكية الكمبودية هي العلاقات الثنائية التي تجمع بين الولايات المتحدة وكمبوديا.

## مقارنة بين البلدين
هذه مقارنة عامة ومرجعية للدولتين:
| وجه المقارنة                                              | الولايات المتحدة                                                                                                  | كمبوديا                   |
| --------------------------------------------------------- | --- | ------------------------- |
| المساحة (كم2)                                             | 9.83 مليون | 181.03 ألف                |
| عدد السكان (نسمة)                                         | 311.58 مليون | 16.01 مليون               |
| الكثافة السكانية (ن./كم²)                                 | 31.7 | 88.44                     |
| العاصمة                                                   | واشنطن العاصمة | بنوم بنه                  |
| اللغة الرسمية                                             | لغة إنجليزية | اللغة الخميرية            |
| العملة                                                    | دولار أمريكي | ريال كمبودي، دولار أمريكي |
| الناتج المحلي الإجمالي (بليون دولار)                      | 19.39 تريليون | 22.16 مليار               |
| الناتج المحلي الإجمالي (تعادل القوة الشرائية) بليون دولار | 18.04 تريليون | 54.37 مليار               |
| الناتج المحلي الإجمالي الاسمي للفرد دولار أمريكي          | 56.12 ألف | 1.16 ألف                  |
| الناتج المحلي الإجمالي للفرد دولار أمريكي                 | 54.63 ألف | 3.26 ألف                  |
| مؤشر التنمية البشرية                                      | 0.920 | 0.555                     |
| رمز المكالمات الدولي                                      | +1 | +855                      |
| رمز الإنترنت                                              | .us، حكومة، .mil، Edu.                                                                                            | .kh                       |
| المنطقة الزمنية                                           | توقيت ساموا الأمريكية، توقيت أطلنطي موحد، منطقة زمنية وسطى، توقيت ألاسكا ‏، المنطقة الزمنية الجبلية، توقيت تشامرو ‏ | ت ع م+07:00               |

## مدن متوأمة
في ما يلي قائمة باتفاقيات التوأمة بين مدن أمريكية وكمبودية:
- ترتبط ستوكتون مع باتامبانج باتفاقية توأمة.
- ترتبط بروفيدنس مع بنوم بنه باتفاقية توأمة.
- ترتبط سياتل مع سيهانوكفيل باتفاقية توأمة منذ 1989.[17][18][19][20]
- ترتبط لونغ بيتش مع بنوم بنه باتفاقية توأمة منذ 7 أكتوبر 1963.[21][21]

## منظمات دولية مشتركة
يشترك البلدان في عضوية مجموعة من المنظمات الدولية، منها:
| علم المنظمة | اسم المنظمة                               | تاريخ انضمام الولايات المتحدة | تاريخ انضمام كمبوديا |
| ----------- | ----------------------------------------- | ----------------------------- | -------------------- |
|             | وكالة ضمان الاستثمار متعدد الأطراف        | 12 أبريل 1988                 | 1 ديسمبر 1999        |
|             | الاتحاد الدولي للاتصالات                  | 1 يوليو 1908                  | 10 أبريل 1952        |
|             | يونسكو                                    | 4 نوفمبر 1946                 | 3 يوليو 1951         |
|             | الأمم المتحدة                             | 24 أكتوبر 1945                | 14 ديسمبر 1955       |
|             | بنك التنمية الآسيوي                       | 1966                          | 1966                 |
|             | المركز الدولي لتسوية المنازعات الاستشارية | 14 أكتوبر 1966                | 19 يناير 2005        |
|             | البنك الدولي للإنشاء والتعمير             | 27 ديسمبر 1945                | 22 يوليو 1970        |
|             | منتدى آسيان الإقليمي ‏                     | ?                             | ?                    |
|             | مؤسسة التمويل الدولية                     | 20 يوليو 1956                 | 26 مارس 1997         |
|             | منظمة الشرطة الجنائية الدولية             | ?                             | ?                    |
|             | مؤسسة التنمية الدولية                     | 24 سبتمبر 1960                | 22 يوليو 1970        |
|             | الاتحاد البريدي العالمي                   | ?                             | ?                    |
|             | منظمة حظر الأسلحة الكيميائية              | ?                             | ?                    |
|             | الفريق المعني برصد الأرض                  | ?                             | ?                    |
|             | منظمة التجارة العالمية                    | ?                             | ?                    |

## أعلام
هذه قائمة لبعض الشخصيات التي تربطها علاقات بالبلدين:
- ديفي أمسترونغ (لاعب كرة قدم من الولايات المتحدة الأمريكية، 3 نوفمبر 1991[30] – )
- فانيسا لام (متزلجة فنية من الولايات المتحدة الأمريكية، 19 يونيو 1995 – )
- هاينغ سومنانغ نغور (22 مارس 1940[31] – 25 فبراير 1996[31][32])

## وصلات خارجية
- موقع وزارة الخارجية الأمريكية
- موقع وزارة الخارجية الكمبودية